# جامع خو خا خاوتا
جامع خو خا خاوتا(بالصينية: 呼和浩特清真大寺; بالبينين: Hūhéhàotè Qīngzhēn Dàsì) هو مسجد في منطقة هويمين التابعة لهوهوت في منغوليا الداخلية ، الصين . وهو أقدم وأكبر مسجد في منغوليا الداخلية. 

## التاريخ
شيد المسجد في عام 1693 من قبل الخوي المسلمين . ثم جدد عدة مرات في 1789م و 1923م. 

## هندسة معمارية

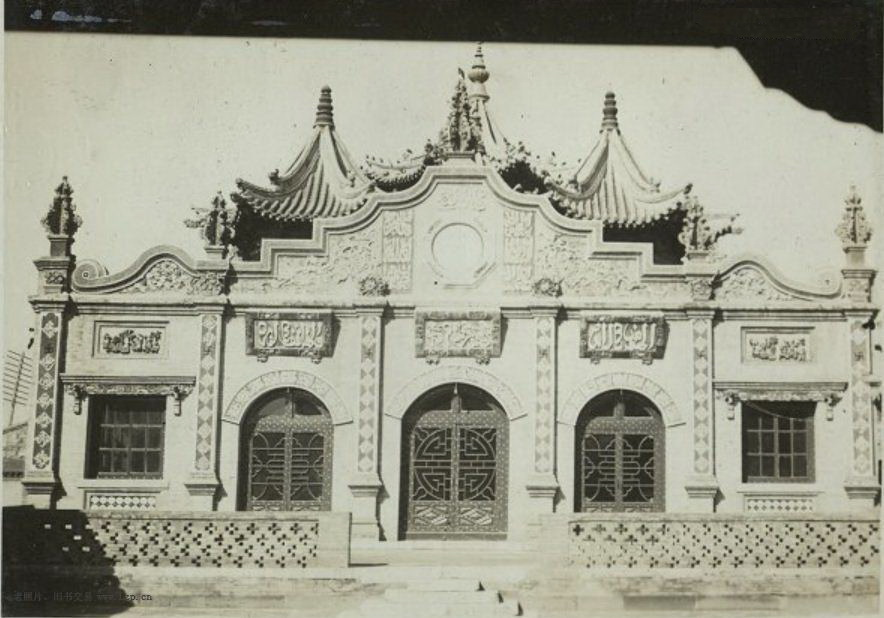
صورة للمسجد عام 1942م

تم تصميم المسجد بدمج العمارة الصينية والعربية وبني من الطوب الأسود. ويغطي مساحة 4000 متر مربع . له مئذنة واحدة بارتفاع 15 متر. 

## معرض للصور

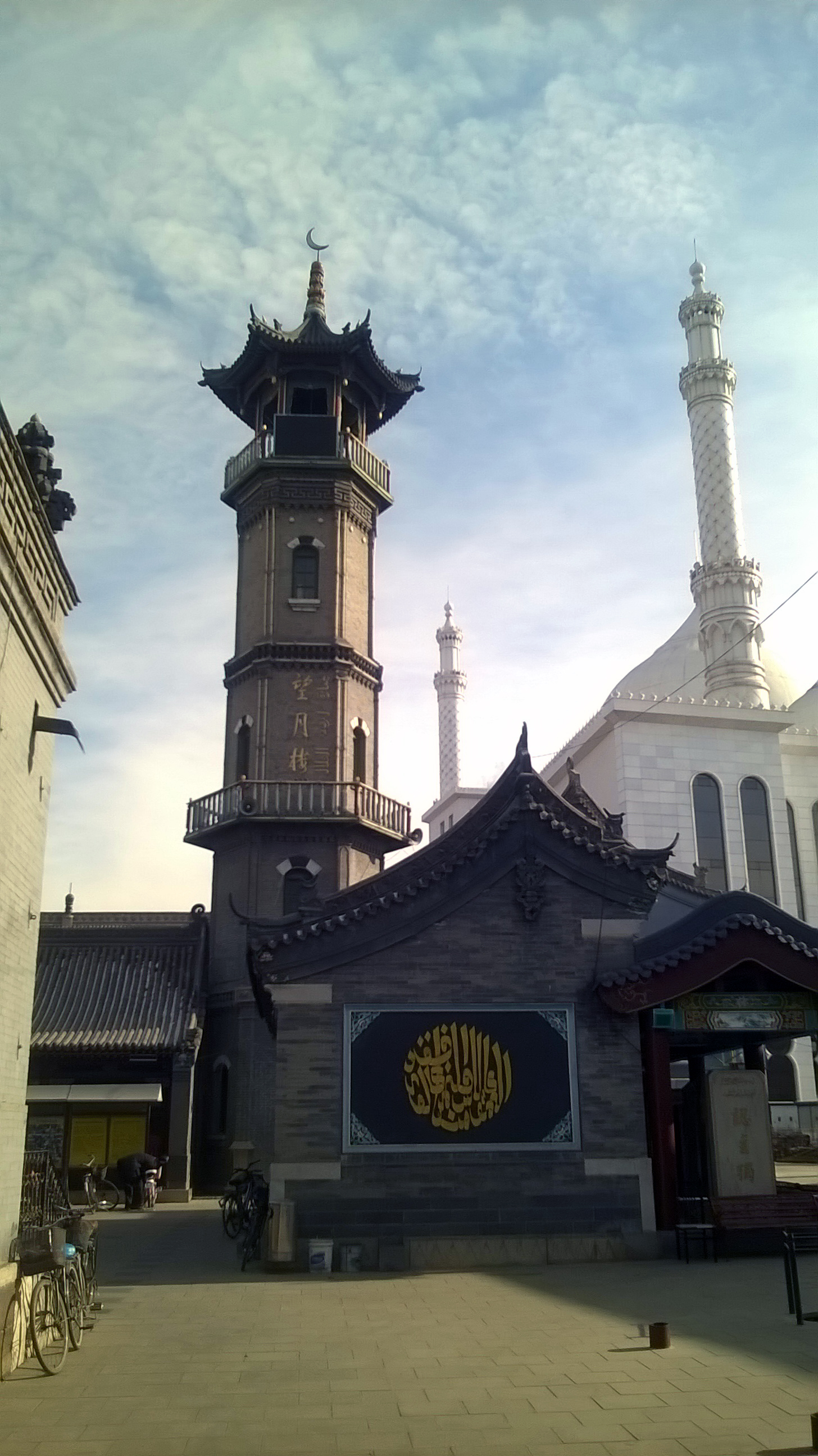
منارة الجامع.
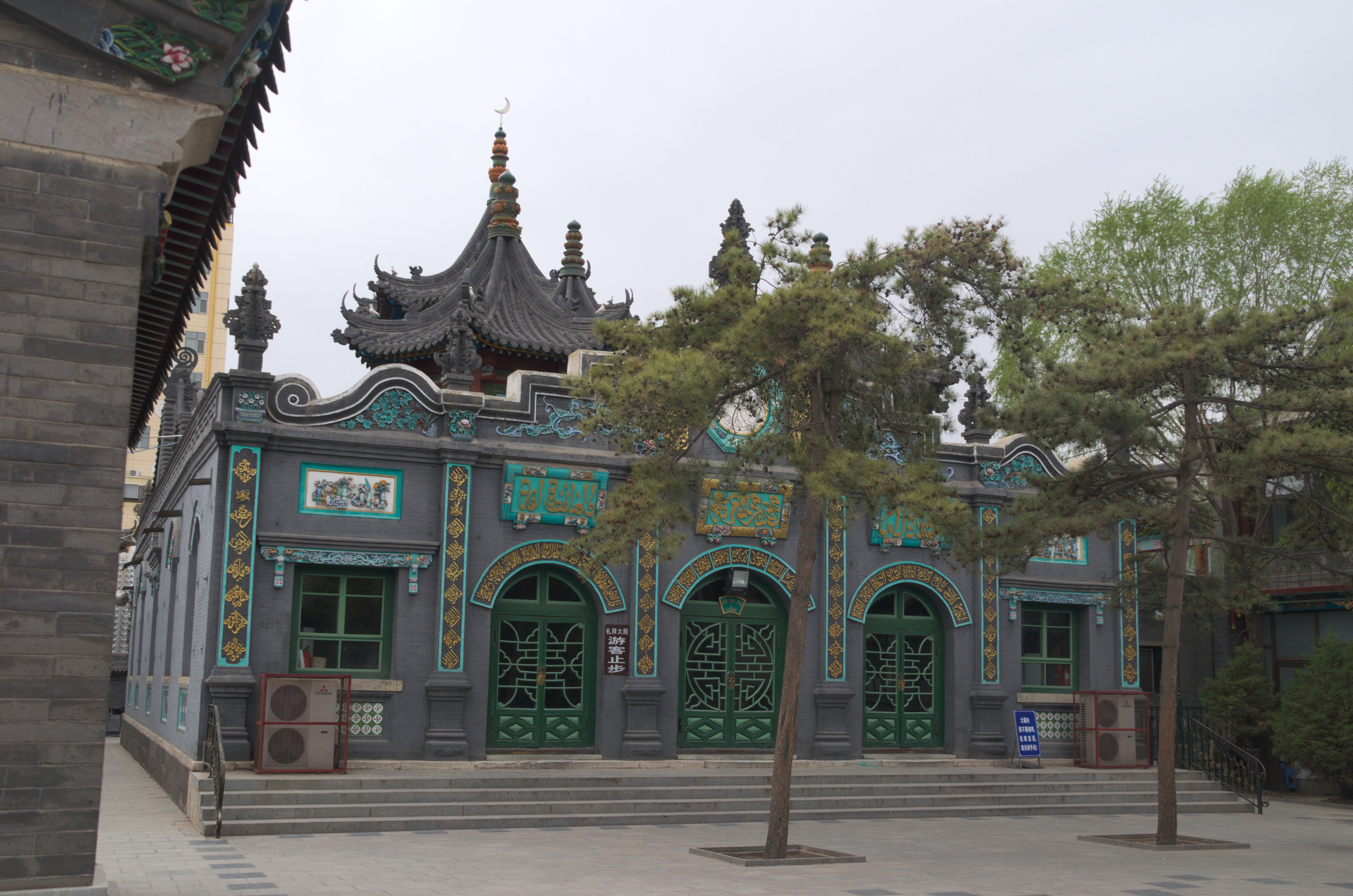
أبواب المسجد وساحته
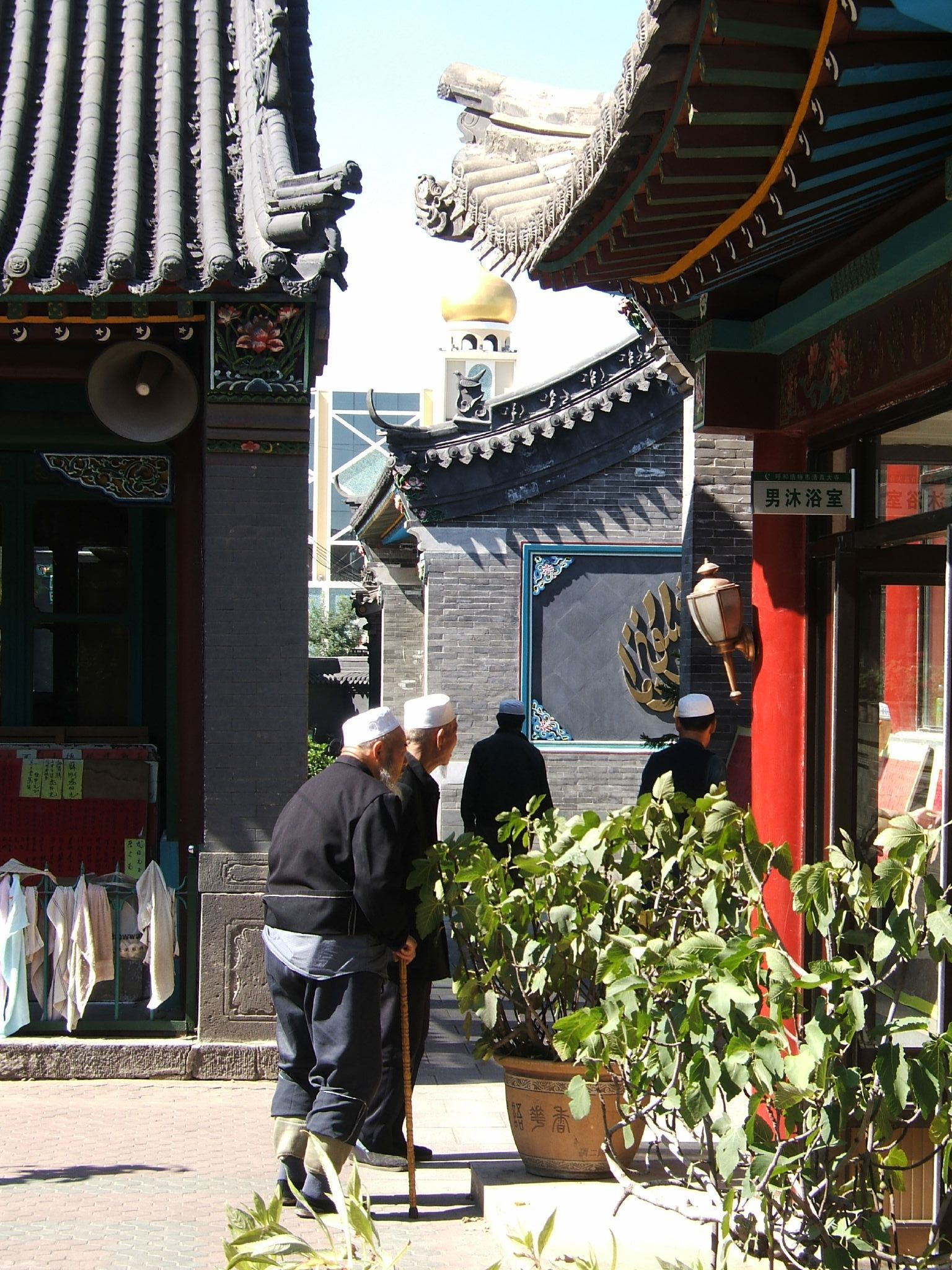
مسنون ذاهبون لأداء الصلاة
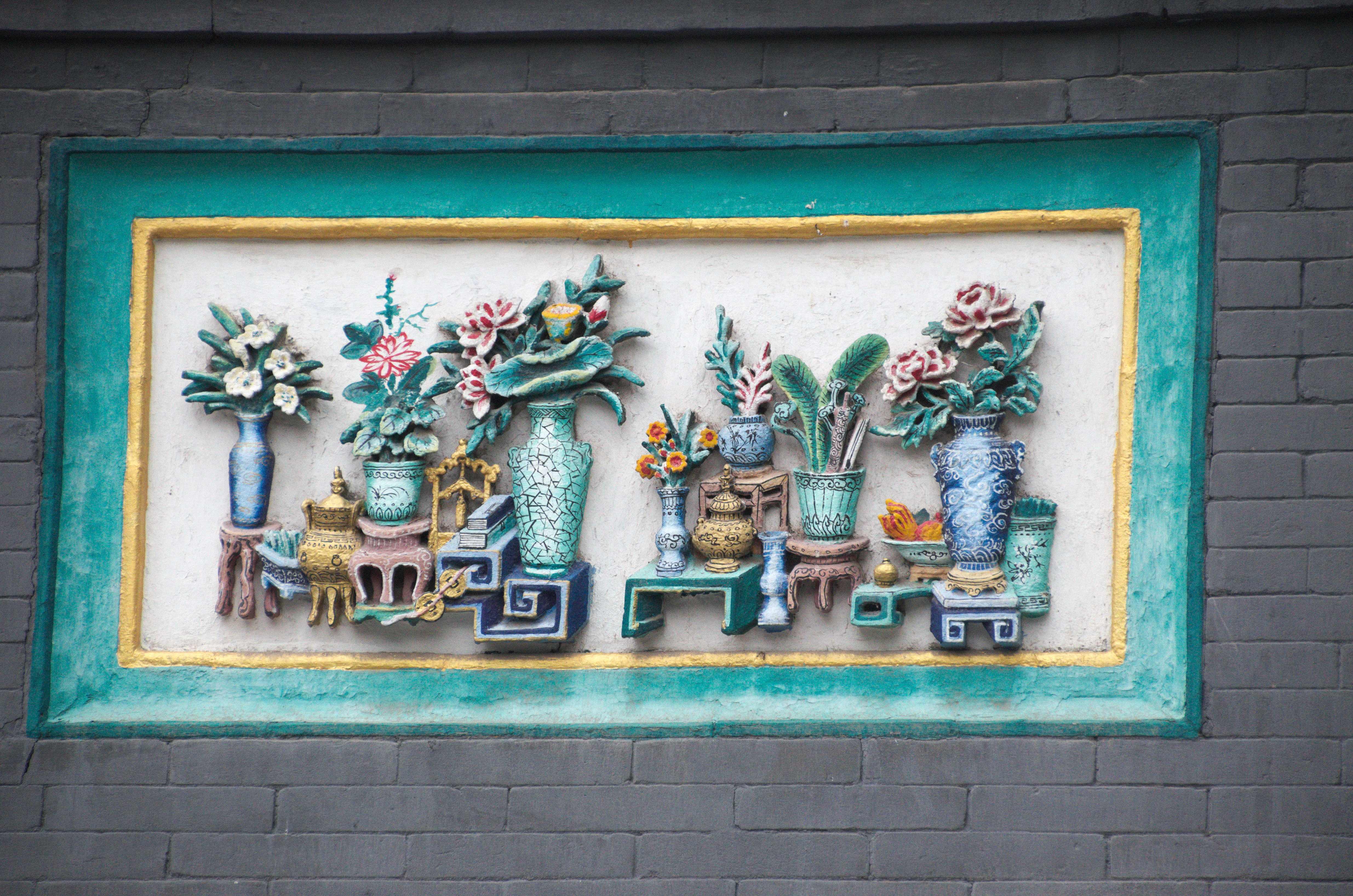
نقوش زخرفية مميزة
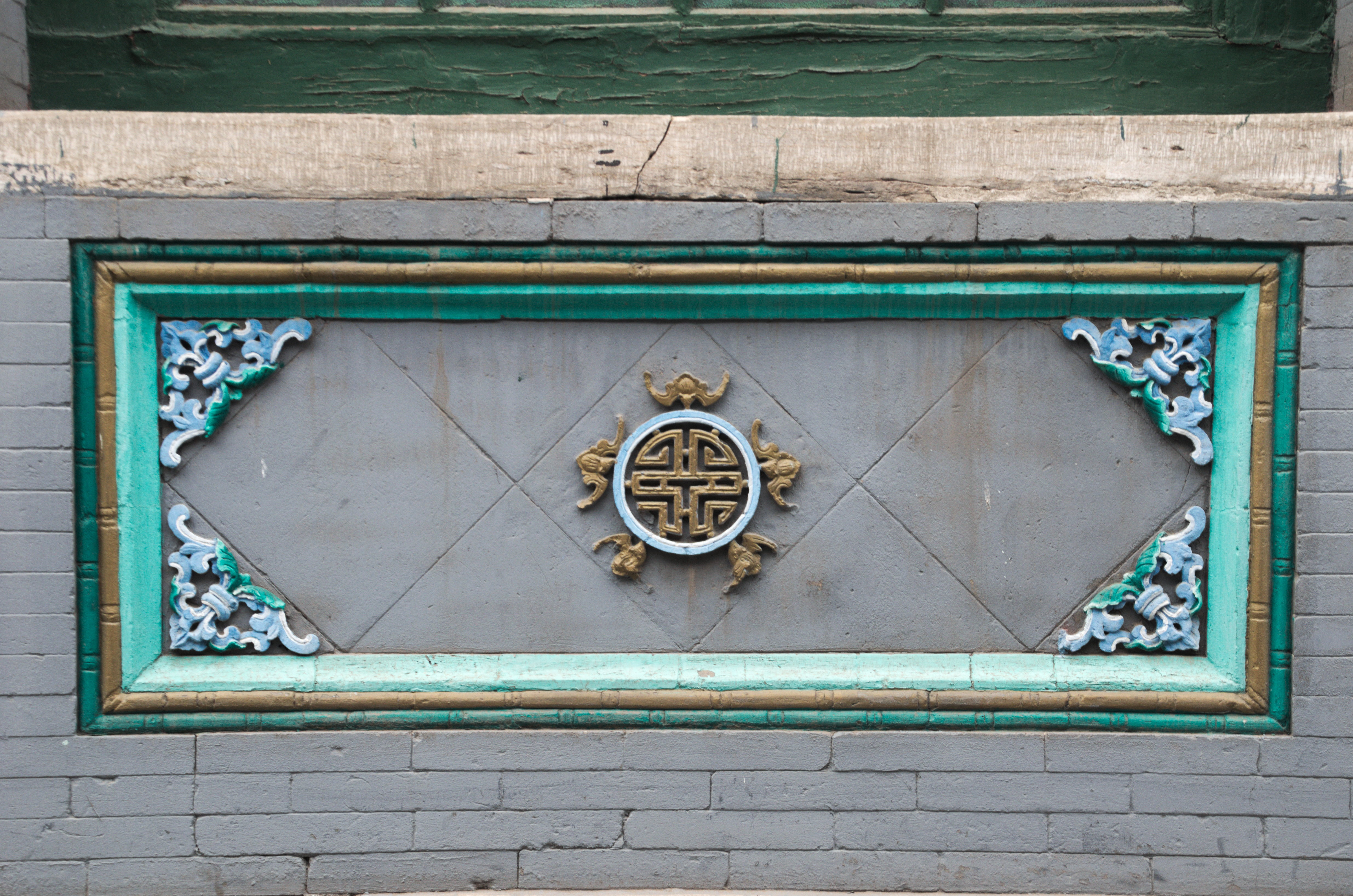
نقش وزخارف مميزة